# Au cœur de l'enquête
Pour les articles homonymes, voir Under Suspicion.
Au cœur de l'enquête (Under Suspicion) est une série télévisée américaine en 18 épisodes de 45 minutes, créée par Jacqueline Zambrano et diffusée entre le 16 septembre 1994 et le 10 mars 1995 sur le réseau CBS.
En France, la série a été diffusée à partir du 3 septembre 1998 sur France 2.

## Distribution
- Karen Sillas : Rose « Phil » Phillips
- Philip Casnoff : James Vitelli, affaires internes
- Paul McCrane : détective Paul Clarke
- Seymour Cassel : lieutenant Mickey Schwartz
- Michael Beach : détective Desmond Beck
- Natalie Shaw (en) : Shane Fusco
- Richard Foronjy : détective Lou Barbini
- Anthony DeSando (en) : détective Costas « Doc » Papadakis
- Ray Baker : chef Jack DeSort
- Arabella Field : Patsi Moosekian (8 épisodes)
- Peter Onorati : détective Frank Fusco (1 épisode)
- Eriq La Salle : détective LeBlanc (1 épisode)

## Épisodes
1. Le Ripou (Pilot)
2. Pots-de-vin et dessous-de-table (Serial Killer [1/2])
3. À la vie, à la mort (Serial Killer [2/2])
4. En quête d'un suspect (Child Molester [1/2])
5. Question de botanique (Child Molester [2/2])
6. Une femme battue (Wife Abuse/Murder [1/2])
7. Faux accusé et vrai coupable (Wife Abuse/Murder [2/2])
8. Incendie criminel (Street Kid Arson/Murder Story)
9. Une âme simple (The Retarded Witness)
10. Titre français inconnu (Father/Daughter Murder)
11. Shane amoureuse (Sex Harassment/Corruption Case)
12. Guerres ethniques (Koreatown Murder)
13. La porte du Seigneur (Holy Suspect)
14. Pieds et poings liés (A Haunting Case)
15. Un scoop d'enfer (Hostage Standoff)
16. Instit le jour... (Kinky Murder)
17. Secrets de famille (Cop Killing)
18. Titre français inconnu (Wrongful Shooting)